# Гвалдо (Анкона)
Гвалдо (итал. Gualdo) насеље је у Италији у округу Анкона, региону Марке.
Према процени из 2011. у насељу је живело 21 становника. Насеље се налази на надморској висини од 81 м.